# Rüdiger Wohlers
Rüdiger Wohlers (* 4. Mai 1943 in Hamburg) ist ein deutscher Opernsänger (Tenor).

## Leben
Wohlers absolvierte ein Gesangsstudium an der Hochschule für Musik und Theater Hamburg. Sein erstes Engagement als Solist hatte er von 1968 bis 1971 am Landestheater Darmstadt. Im Mai 1969 sang er dort den Telemaco in einer Neuinszenierung der Oper Il ritorno d’Ulisse in patria von Claudio Monteverdi. 1971 wechselte er an das Opernhaus Zürich. Dort sang er schwerpunktmäßig das lyrische Tenorfach, insbesondere in den Opern von Wolfgang Amadeus Mozart: Belmonte in Die Entführung aus dem Serail, Ferrando in Così fan tutte, Don Ottavio in Don Giovanni und Tamino in Die Zauberflöte.
Ab 1974 hatte Wohlers ein festes Engagement am Staatstheater Stuttgart. Hier sang er unter anderem 1977 den Filipeto in der Oper Die vier Grobiane in der Inszenierung von Günther Rennert. 1984 sang er anlässlich der Wiedereröffnung der restaurierten Staatsoper Stuttgart den Don Ottavio. In den 1980er Jahren war er dort in der Titelrolle von Harry Kupfers Inszenierung des Idomeneo und an der Seite von Krisztina Laki und Waltraud Meier als Lyonel in der Loriot-Inszenierung der Oper Martha zu sehen. Diese Produktion wurde 1986 auch im Fernsehen gezeigt. Er wurde in Anerkennung seiner künstlerischen Verdienste an der Stuttgarter Staatsoper zum Kammersänger ernannt.
Regelmäßige Gastspiele führten ihn an die Hamburgische Staatsoper (unter anderem 1984 in L'Ormindo von Francesco Cavalli), an die Bayerische Staatsoper und an die Wiener Staatsoper (1973–1980, als Tamino, Belmonte, Ferrando, Don Ottavo, Ernesto in Don Pasquale). Seit 1977 existierte auch ein Gastvertrag mit der Deutschen Oper Berlin. Mit dem Ensemble der Hamburgischen Staatsoper nahm er 1984 auch an einer Japan-Tournee teil.
Er trat an der Oper Köln, an der Oper Frankfurt, bei den Schwetzinger Festspielen (1975, als Belmonte), bei den Salzburger Festspielen (1981, als Tamino), an der Mailänder Scala (1983, als Ferrando), an der Covent Garden Opera (1990, Titelrolle in Idomeneo) und am Stadttheater Freiburg (1997, als Severin in Der Silbersee von Kurt Weill) auf.
Weitere wichtige Rollen von Rüdiger Wohlers waren: Fenton in Die lustigen Weiber von Windsor, Lenski in Eugen Onegin, Graf Almaviva in Der Barbier von Sevilla und Nemorino in Der Liebestrank.
Auch im bundesrepublikanischen Fernsehen war er zu sehen. So trat er etwa am 13. Oktober 1979 als Gast in der Fernsehshow Einer wird gewinnen auf.